# Thập niên 600 TCN
Thập niên 600 TCN hay thập kỷ 600 TCN chỉ đến những năm từ 600 TCN đến 609 TCN.